# 波特灣
62°14′S 58°42′W / 62.233°S 58.700°W
波特灣（英語：Potter Cove）是南極洲的海灣，位於南設得蘭群島的喬治王島西南部，處於巴爾頓半島以東，捕海豹者早在1821年知道該海灣，現時由南極條約體系管理。